# Piotr Balcerowicz
Piotr Balcerowicz (ur. 1964) – polski orientalista, filozof, kulturoznawca, profesor Uniwersytetu Warszawskiego i założyciel stowarzyszenia Edukacja dla Pokoju.

## Życiorys
Działał w Federacji Samorządów Szkół Średnich Miasta Torunia, utworzonej jesienią 1980, występującej przeciwko indoktrynacji w szkołach, która brała także udział w organizowaniu akcji samokształceniowych.
W 1990 r. ukończył studia magisterskie na Uniwersytecie Warszawskim na kierunku filologia orientalna. W 1999 r. uzyskał doktorat na Uniwersytecie w Hamburgu, gdzie studiował w latach 1992–1996. Był członkiem Komitetu Nauk Orientalistycznych Polskiej Akademii Nauk. Wykładał w Katedrze Stosunków Międzynarodowych Wydziału Nauk Humanistycznych i Społecznych w Szkole Wyższej Psychologii Społecznej w Warszawie, jest profesorem na Wydziale Orientalistycznym Uniwersytetu Warszawskiego. Od 2002 r. twórca i prezes zarządu stowarzyszenia Edukacja dla Pokoju.
W 2019 r. otrzymał  tytuł  profesora nauk humanistycznych.

## Publikacje

### Publikacje zwarte w języku polskim
- 2001: Afganistan. Historia – ludzie – polityka
- 2003: Dżinizm. Starożytna religia Indii
- 2003: Historia klasycznej filozofii indyjskiej. Część pierwsza: początki, nurty analityczne i filozofia przyrody[9]